# Ourisia breviflora subsp. breviflora
Ourisia breviflora subsp. breviflora es una subespecie de planta con flores de la familia Plantaginaceae que es endémica de los hábitats montañosos de los Andes del sur de Chile y Argentina. George Bentham describió O. breviflora en 1864. Las plantas de esta subespecie se encuentran en la parte sur del rango de O. breviflora en los Andes entre los 44 y los 55°S de latitud. La superficie superior de las hojas tienen pelos largos que están escasamente o densamente distribuidos, las corolas tienen estrías de color púrpura oscuro y las brácteas florales son de más de 5 mm de largo.

## Taxonomía
Ourisia breviflora subsp. breviflora pertenece a la familia de plantas Plantaginaceae. El botánico británico George Bentham describió O. breviflora en la publicación de 1846 de Augustin Pyramus de Candolle, Prodromus. 
El naturalista inglés Charles Darwin recolectó el material tipo de O. breviflora en 1833 en la Región de Magallanes chilena en el sur de Tierra del Fuego como parte del segundo viaje del HMS Beagle. El botánico estadounidense Duncan MacNair Porter designó el lectotipo, que se encuentra en el herbario del Real Jardín Botánico de Kew (K 00195396). También existe un isolectotipo en el Herbario de la Universidad de Cambridge (CGE).   
Ourisia breviflora subsp. breviflora es una de las dos subespecies alopátricas de O. breviflora. Se distribuye en la parte sur del rango de O. breviflora en Chile y Argentina, desde 44 a 55°S de latitud, mientras que O. breviflora subsp. uniflora se encuentra más al norte, entre los 37 y los 44°S de latitud.
Ourisia breviflora subsp. breviflora se puede distinguir de la otra subespecie, O. breviflora subsp. uniflora, por sus pelos largos, escasamente a densamente distribuidos en la superficie superior de las hojas, sus corolas que tienen estrías de color púrpura oscuro y sus brácteas florales de más de 5 mm de largo. En cambio, O. breviflora subsp. uniflora tiene las hojas usualmente glabras (sin pelos), las corolas sin venas de color púrpura oscuro y las brácteas florales de hasta 5 mm de largo.

## Descripción

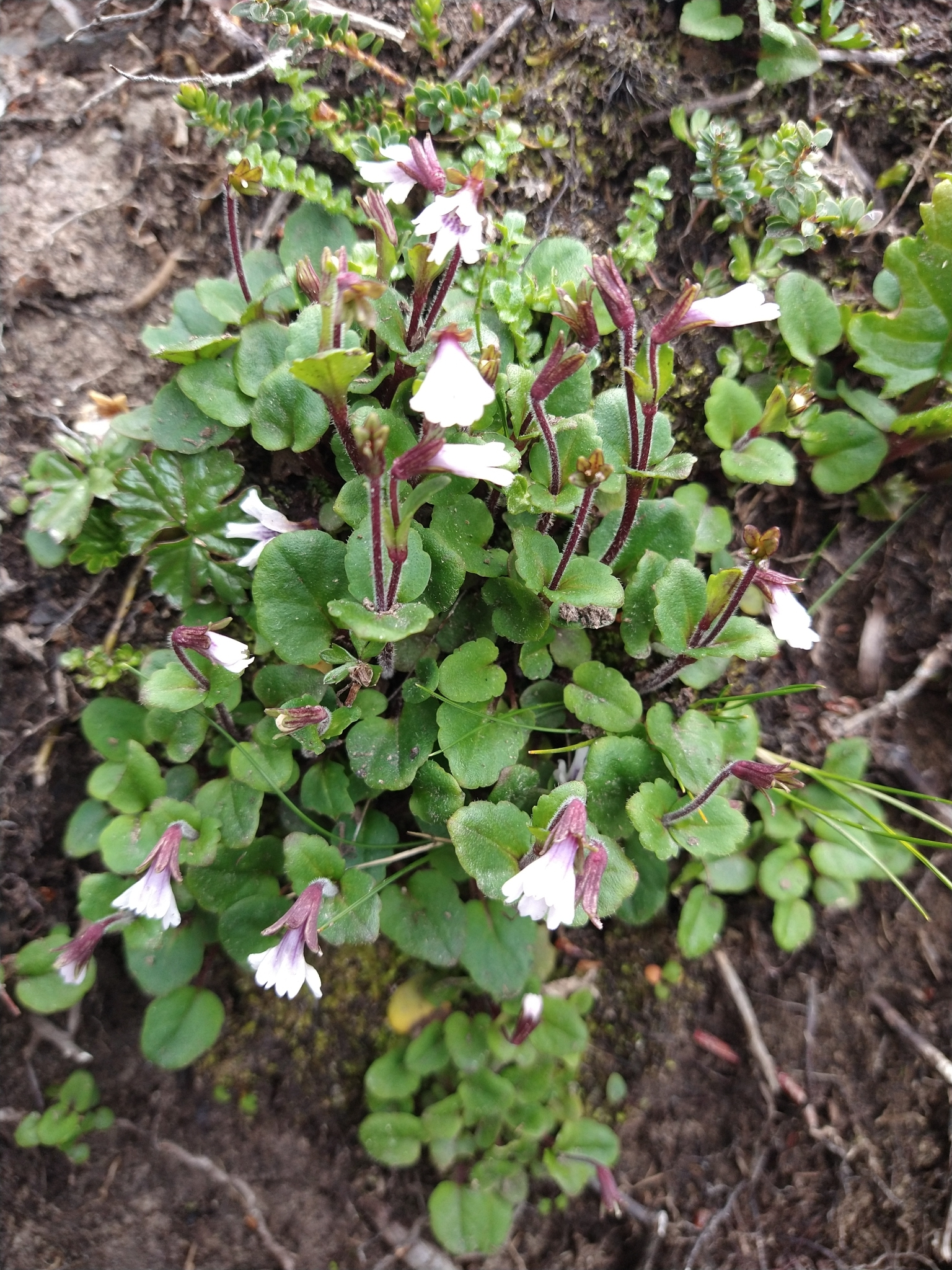
Planta con flores de Ushuaia, Argentina.

Las plantas de Ourisia breviflora subsp. de breviflora son hierbas perennes, erectas y con forma de roseta. Los tallos cortos miden entre 1,1 y 4,0 mm de ancho y son glabros (sin pelos) o peludos con pelos cortos o largos, no glandulares. Las hojas son opuestas o están agrupadas estrechamente en una subroseta, pecioladas, de 2,4 a 14,2 mm de largo por 2,0 a 13,2 mm de ancho (relación largo:ancho de 0,9 a 1,2:1). Los pecíolos de las hojas miden entre 5,0 y 45,5 mm de largo y son escasamente o densamente peludos, con pelos no glandulares cortos o largos. Las láminas de las hojas son ovadas, ampliamente ovadas o muy ampliamente ovadas, más anchas debajo de la mitad, con un ápice redondeado, base cordada, truncada o cuneada y bordes crenados. La superficie superior de la hoja es escasamente o densamente pilosa y la superficie inferior también es punteada. Las inflorescencias son racimoserectos y peludos de hasta 12 cm de largo, con 1 o 2 nodos florales y hasta 5 flores en total por racimo. Cada nodo floral tiene 1 o 2 flores y 2 brácteas que son ovadas, ampliamente ovadas o muy ampliamente ovadas. Las brácteas son similares a las hojas, de 3,0–15,0 mm de largo y 2,5–13,9 mm de ancho y pecioladas (sólo las brácteas inferiores) o sésiles. Las flores nacen en un pedicelo de hasta 32,9 mm de largo que es densamente piloso, con pelos no glandulares o a veces también mezclados con pelos glandulares. El cáliz mide entre 3,8 y 7,9 mm de largo, y es regular, con los 5 lóbulos igualmente divididos hasta la base del cáliz y redondeados o subtruncados, usualmente glabros pero a veces peludos con pelos no glandulares o glandulares en el exterior del cáliz, y con 1 o 3 venas púrpuras prominentes. La corola mide entre 8,0 y 11,9 mm de largo (incluyendo un tubo de corola de 3,5 a 9,8 mm de largo), y es bilabiado, recto o curvado, tubular-embutido, de color blanco, lila pálido o malva pálido con venas o estrías de color púrpura oscuro, glabro o piloso con diminutos pelos glandulares sésiles en el exterior y glabro en el interior. Los lóbulos de la corola miden entre 1,9 y 5,3 mm de largo, son extendidos o no, y son obovados u obcordados y profundamente emarginados. Hay 4 estambres que son didínamos, con los dos estambres largos y los dos estambres cortos incluidos o llegando a la apertura del tubo de la corola. El estilo mide entre 2,3 y 3,0 mm de largo, y está incluido en el tubo de la corola, con un estigma emarginado o capitado. El ovario mide entre 1,8 y 2,5 mm de largo. Los frutos son cápsulas glabras con dehiscencia loculicida y los pedicelos fructíferos miden entre 11,7 y 53,9 mm de largo. Hay alrededor de 80 semillas en cada cápsula, y las semillas miden entre 0,5 y 0,9 mm de largo y entre 0,3 y 0,6 mm de ancho, son elípticas y tienen una cubierta reticulada (con un patrón similar a una red) regular de dos capas con retículos primarios gruesos, lisos y poco profundos.
Ourisia breviflora subsp. breviflora florece y fructifica de noviembre a marzo. 
El número de cromosomas de Ourisia breviflora subsp. Se desconoce la especie breviflora. 

## Distribución y hábitat
Ourisia breviflora subsp. breviflora es endémica de las montañas de los Andes de Chile y Argentina desde aproximadamente los 44°S a los 56°S de latitud. Se encuentra en las regiones chilenas de Aysén y Magallanes, y en las provincias argentinas de Santa Cruz y Tierra del Fuego. Se puede encontrar entre el nivel del mar y los 1200 m de altura en hábitats húmedos o mojados como pantanos, arroyos, cascadas, brezales, así como acantilados rocosos y grietas, a menudo en áreas orofíticas (subalpinas) en el bosque de Nothofagus cerca del límite del bosque. Plantas de O. breviflora subsp. breviflora forman parte de la comunidad vegetal de la 'pradera alpina húmeda' en Tierra del Fuego, incluyendo la Isla de los Estados,   en tres de las cuatro principales zonas de vegetación, es decir tundra magallánico, bosque siempreverde y bosque caducifolio.

## Filogenia
Una muestra de O. breviflora subsp. breviflora se incluyó en un análisis filogenético de todas las especies del género Ourisia, utilizando marcadores de secuenciación de ADN estándar (dos marcadores de ADN ribosómico nuclear y dos regiones de ADN de cloroplasto ) y datos morfológicos. En esos análisis, O. breviflora siempre se formaba parte del clado de especies herbáceas del sur de los Andes con un alto apoyo estadísitco, estrechamente relacionada con O. fragrans y O. ruellioides, que tienen distribuciones geográficas superpuestas con O. breviflora.O. breviflora subsp.  uniflora no formó parte de las muestras de los estudios.